# Robin Beemsterboer
Robin Beemsterboer (29 mei 2000) is een Nederlands voetbalspeelster. Sinds seizoen 2016-17 komt zij voor VV Alkmaar uit in de Nederlandse Eredivisie Vrouwen.
Als jeugdspeler begon Beemsterboer bij Telstar, en ging via het beloftenelftal van vv Alkmaar door naar het team van dat uitkomt in de Nederlandse Eredivisie.

## Statistieken
| Seizoen | Club       | Land      | Competitie | Wedstrijden | Doelpunten |
| ------- | ---------- | --------- | ---------- | ----------- | ---------- |
| 2016/17 | VV Alkmaar | Nederland | Eredivisie | 2           | 0          |
| 2017/18 | VV Alkmaar | Nederland | Eredivisie | 6           | 0          |
| 2018/19 | VV Alkmaar | Nederland | Eredivisie | 0           | 0          |
| 2019/20 | VV Alkmaar | Nederland | Eredivisie | 8           | 0          |
| 2020/21 | VV Alkmaar | Nederland | Eredivisie | -           | -          |
| Totaal  | Totaal     | Totaal    | Totaal     | 16          | 0          |

Laatste update: augustus 2020